# Posledice (película)
Posledice (en esloveno: Consecuencias) es una película dramática eslovena de 2018 dirigida por Darko Štante, protagonizada por Matej Zemljič como Andrej, un adolescente con problemas que es sentenciado a un período en un centro de detención juvenil después de una serie de delitos menores, y se encuentra atraído sexual y románticamente por Željko (Timon Šturbej), el duro y carismático líder de grupo autoproclamado de los chicos del centro.
La película tuvo su estreno teatral en el programa Discovery en el Festival Internacional de Cine de Toronto 2018, antes de tener su primera proyección en Eslovenia en el Festival de Cine Esloveno, donde ganó varios premios, incluyendo Mejor Director, Mejor Actor (Zemljič), Mejor Actor de Reparto (Šturbej), Premio del Público y Premio del Jurado de Críticos. Ha conseguido 8 premios y 10 nominaciones en diversos festivales internacionales.
La película se estrenó en cines de Eslovenia en octubre de 2018, y tuvo una distribución internacional limitada en 2019.

## Argumento Andrej Podobnik, de 18 años, se niega a ir a la escuela, no intenta conseguir un trabajo, se queda a menudo fuera de casa durante noches enteras, miente, roba y tiene constantemente problemas con la policía. Su madre no sabe qué hacer. Tras agredir supuestamente a una chica en una fiesta, es condenado a permanecer en uncentro reformatorio. En el hogar para jóvenes delincuentes rigen normas estrictas, y Andrej tampoco puede escapar fácilmente de las lecciones de la escuela, pero el personal, sobrecargado y también poco motivado, apenas puede hacerse valer.
Andrej no tarda en reconocer la jerarquía de la estructura social del centro y es aceptado en un grupo de jóvenes violentos en torno a su carismático líder Željko. Niko también forma parte del grupo. Los fines de semana se permite a los jóvenes volver a casa, y a partir de entonces Andrej pasa este tiempo con fiestas, sexo, drogas e incluso algún que otro robo de coche. Pero Andrej esconde un secreto. Al principio intenta ocultar sus sentimientos y finge ser heterosexual, pero se ha enamorado de Željko. Tras un encuentro romántico entre ambos en un Hotel con la novia de Željko y un amigo más, se aprovecha de él a partir de entonces para conseguir dinero. En un intento por viajar al extranjero convence a Andrej de robar dinero, pero al no tener éxito termina confrontandolo, esto ocasiona que vídeos dónde aparece Andrej románticamente con otro joven terminen en Facebook al volver a su habitación se percata que su rata fue aplastada provocando la ira de Andréj en lo que termina enfrentando a Željko con un Puño de acero hasta matarlo.

## Producción

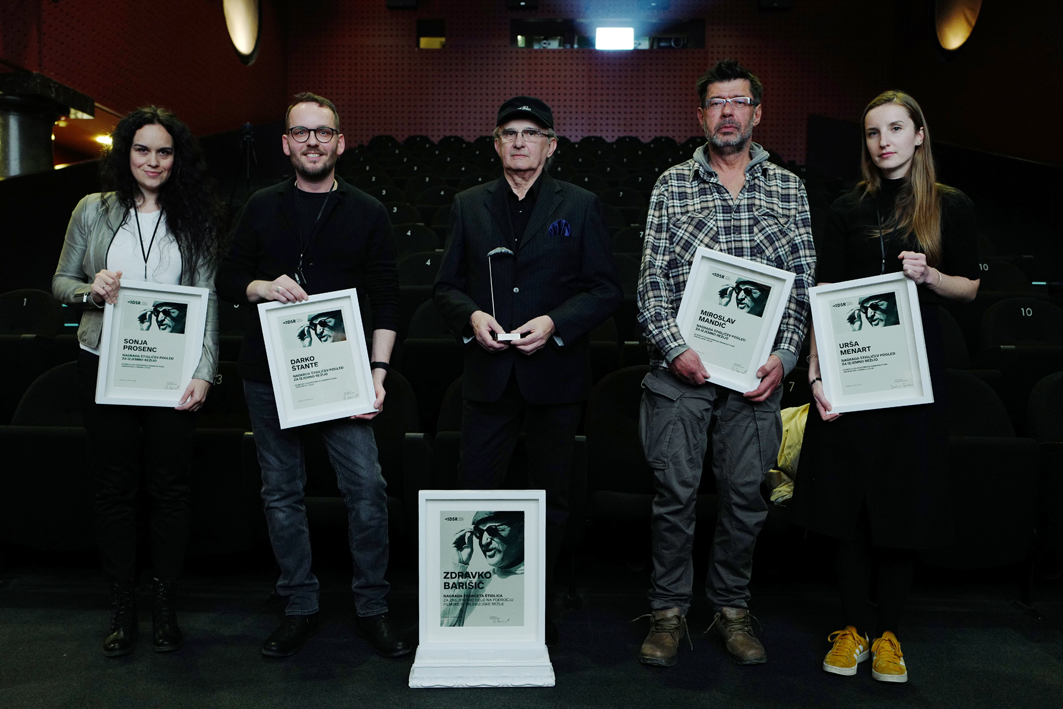
Darko Štante (segundo por la izquierda) en la ceremonia del premio cinematográfico Štigličeve nagrade 2019.

La producción esloveno-austriaca es la ópera prima del director y guionista. En el momento de su realización, Štante estaba cursando una maestría en dirección cinematográfica en la Academia de Teatro, Radio, Cine y Televisión de Liubliana. Anteriormente había trabajado como asistente de dirección en varias producciones. Para escribir la historia de su película, se inspiró en su trabajo en un centro de detención de menores en Eslovenia, donde experimentó las rutinas diarias, las interminables conversaciones con los chicos y la gran apatía del personal. Štante explica que en Eslovenia, la mayoría de las iniciativas internacionales relacionadas con los derechos humanos, los derechos LGBTQ y la paridad de género se hacen notar públicamente, pero el país está dividido en estos temas. Mientras que las opiniones liberales prevalecían en la capital, Liubliana, y en otras zonas urbanas, los valores conservadores dominaban en el medio rural. La juventud eslovena se encuentra actualmente en una situación extremadamente tensa en lo que respecta a cuestiones como la tolerancia y la aceptación de la sexualidad y otros derechos humanos. La juventud está dividida por el respeto a los derechos humanos, por un lado, tal y como lo enseñan las instituciones estatales, pero también por las ideas populistas extremas que difunden algunos medios de comunicación. La mayor esperanza de Štante era que la película mostrara las razones de la intolerancia, el odio y el comportamiento violento hacia los que piensan diferente. En su película plantea la siguiente pregunta: "¿Cómo sobrevivir en un mundo peligroso en el que no puedes confiar en nadie, ni en la sociedad, ni en tus amigos, ni siquiera en tus padres?".

## Crítica
Indie Wire clasificó Posledice entre las mejores películas LGBTQ de 2019.
Dennis Harvey, de Variety, escribe que la película "es un esfuerzo algo atrevido para Eslovenia, ya que no condena a sus personajes por sus actitudes sexuales o su homosexualidad. Sin embargo, la energía bruta de Štante y su mano segura con los actores son más alentadores que la falta de profundidad del guion. La banda sonora está dominada por abrasivos temas locales de hip-hop/dance, un acompañamiento adecuado para las vidas de Liubliana vividas destructivamente al estilo gángster".
Vladan Petkovic, del Cineuropa, explica que la película "explora los problemas fundamentales de la sociedad eslovena, por ejemplo, una mentalidad caracterizada por el atraso, a menudo acompañada de una comunicación insuficiente y una escasa comprensión mutua en el seno de la familia, lo que afecta no sólo a la relación dentro de las familias, sino a toda la comunidad. Mientras que la dirección de Štante no es exactamente la más sutil, lo que realmente la soporta son las interpretaciones de los jóvenes actores, sobre todo Zemljič y Šturbej, que construyen con seguridad personajes que son a un tiempo instantáneamente reconocibles y cada vez más ambiguos; la química entre ambos está repleta de matices interesantes".
Asier Manrique, del portal El Diario Vasco reseña: "Gran parte del buen regusto final que deja el filme recae en los protagonistas; es una buena producción de cine social. Con unas interpretaciones solventes y un final durísimo, pero extrañamente satisfactorio. Una buena manera de entrar en el cine esloveno. Lo mejor: La interpretación de Matej Zemljic. Lo peor: La primera mitad de la película tiene agujeros de guion y giros difíciles de sostener." Y otorgó una calificación de 7.5/10.